# Milan Ridge
Milan Ridge ist ein hauptsächlich eisfreier Gebirgskamm von 8 km Länge in der antarktischen Ross Dependency. Er flankiert in der Miller Range westlich den Ascent-Gletscher.
Das Advisory Committee on Antarctic Names benannte die Formation 1966 nach Frederick Arthur Milan (1924–1995), der 1957 als Physiologe auf der Station Little America V tätig war.